# Подгуж (Люблінське воєводство)
Подгуж (пол. Podgórz) — село в Польщі, у гміні Вількув Опольського повіту Люблінського воєводства.
Населення — 127 осіб (2011).
У 1975-1998 роках село належало до Люблінського воєводства.

## Демографія
Демографічна структура станом на 31 березня 2011 року:
|          | Загалом | Допрацездатний вік | Працездатний вік | Постпрацездатний вік |
| -------- | ------- | ------------------ | ---------------- | -------------------- |
| Чоловіки | 73      | 11                 | 54               | 8                    |
| Жінки    | 54      | 5                  | 28               | 21                   |
| Разом    | 127     | 16                 | 82               | 29                   |